# Zwart-witte klauwiervliegenvanger
De zwart-witte klauwiervliegenvanger (Bias musicus) is een zangvogel uit een monotypisch geslacht uit de familie Vangidae (Vanga's). 

## Taxonomie
Deze vogel lijkt zowel op klauwieren als op vliegenvangers; hij is echter niet verwant aan de vliegenvangers, maar hij behoort wel tot dezelfde superfamilie als de klauwieren (Corvoidea).

## Leefwijze
Het is een insectenetende vogel die soms in luidruchtige groepjes te zien is. Het geluid is een opeenvolging van heldere fluittonen, vandaar de soortnaam musicus.

## Verspreiding en leefgebied
De zwart-witte klauwiervliegenvanger komt voor in een groot aantal landen in tropisch Afrika en telt drie ondersoorten:
- B. m. musicus: van Sierra Leone tot noordelijk Angola, Congo-Kinshasa en Oeganda.
- B. m. changamwensis: centraal Kenia en oostelijk Tanzania.
- B. m. clarens: zuidelijk Malawi, oostelijk Zimbabwe en Mozambique.

Het leefgebied bestaat uit zowel droge als vochtige tropische laaglandbossen en vochtige bergbossen. 

## Status
De grootte van de populatie is niet gekwantificeerd maar de soort wordt omschreven als schaars tot algemeen. Op de Rode lijst van de IUCN heeft deze soort de status niet bedreigd.